# Dmitri Utkin
Dmitri Valérievitx Utkin (en rus: Дмитрий Валерьевич Уткин; Asbest, 11 de juny de 1970 – presumptament Tver, 23 d'agost de 2023) era un agent de les forces especials GRU, on va servir com a tinent coronel. Es creu que fou el fundador del Grup Wagner, grup rus de mercenaris, nom del qual coincideix amb el que es creu que era el seu codi indicatiu, Wagner. Utkin va rebre quatre Ordes de Valor.

## Primers anys
Utkin va néixer l'11 de juny de 1970, fill d'un geòleg, a la ciutat siberiana d'Asbest, óblast de Sverdlovsk de la RSFS de Rússia, Unió Soviètica. Va estar casat amb Elena Shcherbinina, però es van divorciar a inicis dels 2000.

## Opinions polítiques
Utkin té afició pel Tercer Reich, segons el diari letó Meduza i es creu que és un neonazi, d'acord amb el diari britànic NationalWorld. El 2021, van sortir a la llum imatges d'Utkin mostrant tatuatges de les Waffen-SS i de la Reichsadler al coll i pit. A més, diversos membres prominents del Grup Wagner han estat fotografiats o gravats en uniformes nazis o participant en recreacions d'esdeveniments de la Segona Guerra Mundial.

## Carrera militar

### Rússia i el Cos Eslau
Utkin va servir com a comandant del 700è Destacament Especial Separat de la 2a Brigada Especial Separada del Departament Central d'Intel·ligència (GRU), situat a Pechory, óblast de Pskov, fins a 2013. Després de retirar-se, es va unir al Cos Eslau, lluitant al costat de president sirià Baixar al-Àssad durant la guerra civil de 2013, va tornar a Moscou a l'octubre.

### Grup Wagner
Gairebé immediatament després de tornar a Rússia, es diu que Utkin va crear el seu propi cos de mercenaris. Utkin, qui suposadament té una passió per la història del Tercer Reich; tenia l'indicatiu Wagner, presumptament en honor a Richard Wagner, músic favorit d'Adolf Hitler.
Utkin i el seu «Grup Wagner», així com diversos veterans del Cos Eslau van ser vistos a Crimea el febrer de 2014 i posteriorment al Donbàs, on van lluitar per als separatistes prorussos durant la guerra russo-ucraïnesa. Gazeta.ru informa que Utkin i els seus homes podrien haver estat implicats en l'assassinat de diversos comandants de camp de l'autoproclamada República Popular de Lugansk. El diari turc Yeni Şafak va informar que Utkin possiblement és un testaferro per a la companyia, mentre que el cap real del Grup Wagner és algú altre.
Utkin va ser vist al Kremlin durant la celebració del Dia dels Herois de la Pàtria el 9 de desembre de 2016. Va assistir a la celebració com a condecorat de quatre Ordes de Valor, i va ser fotografiat amb el president de Rússia, Vladímir Putin. Dmitri Peskov, el Secretari de Premsa del President rus, va admetre que Utkin estava entre els convidats, però no va fer comentaris sobre la seva connexió amb els mercenaris.
RBK va informar que després de completar un entrenament al krai de Krasnodar, Utkin i els seus homes van tornar a Síria el 2015. Poc després de l'inici dels atacs aeris russos, van sorgir informes sobre morts de mercenaris russos que lluitaven a terra. Diverses imatges van circular en xarxes socials descrivint homes armats russos que van morir durant la Batalla de Palmira el març de 2016. Sky News va informar que entre 500 i 600 mercenaris, principalment del Grup Wagner, van ser assassinats a Síria el 2016.
El juny de 2017, els Estats Units van imposar sancions contra Utkin com a cap de Grup Wagner. El novembre de 2017, RBK va informar que Utkin havia estat nomenat director executiu de Consultoria i Administració Concord, companyia lligada a Ievgueni Prigojin, oligarca proper a Putin; es creu que és la persona que finança el Grup Wagner. Bellingcat afirma que és un Dmitri Utkin diferent.
El 13 de desembre del 2021, el Consell de la Unió Europea va imposar mesures restrictives contra Utkin i altres individus relacionats amb el Grup Wagner. Utkin ha estat acusat de ser «responsable per greus abusos contra els drets humans, incloent-hi tortura i execucions extrajudicials, sumàries o arbitràries.»

## Mort
El 23 d'agost es va estavellar un avió privat Embraer propietat de Prigojin i el Grup Wagner a la regió russa de Tver, entre Moscou i Sant Petersburg. Segons la companyia en el manifest de l'avió hi constava el nom de Ievgueni Prigojin i el d'Utkin, que estava previst que fossin dos dels 10 ocupants (7 passatgers i 3 de la tripulació). L'agència federal d'aviació de Rússia va confirmar la mort de Prigojin, així com del seu estret col·laborador Dmitri Utkin. També un canal de Telegram vinculat al Grup Wagner, Grey Zone, va donar per mort a Prigojin en l'accident.
Els serveis d'intel·ligència estatunidencs van afirmar que no hi havia cap indici que l'accident fos provocat per un míssil terra-aire.